# Thomas James Schiller
Thomas James Schiller (conocido como TJ Schiller; 1986) es un deportista canadiense que compitió en esquí acrobático, especialista en las pruebas de big air y slopestyle. Consiguió tres medallas en los X Games de Invierno.

## Medallero internacional
| \| X Games de Invierno \| X Games de Invierno \| X Games de Invierno \| X Games de Invierno \| \| Año \| Lugar \| Medalla \| Prueba \| \| ------------------- \| ---------------------- \| ------------------- \| ------------------- \| \| 2006 \| Aspen (Estados Unidos) \| Medalla de oro \| Best trick \| \| 2009 \| Aspen (Estados Unidos) \| Medalla de oro \| Slopestyle \| \| 2010 \| Aspen (Estados Unidos) \| Medalla de plata \| Big air \| |                        |                  |            |
| X Games de Invierno |                        |                  |            |
| Año | Lugar                  | Medalla          | Prueba     |
| 2006 | Aspen (Estados Unidos) | Medalla de oro   | Best trick |
| 2009 | Aspen (Estados Unidos) | Medalla de oro   | Slopestyle |
| 2010 | Aspen (Estados Unidos) | Medalla de plata | Big air    |